# Hugo Theorell
Axel Hugo Teodor Theorell, född 6 juli 1903 i Linköpings församling, död 15 augusti 1982 i Stockholm, var en svensk biokemist. Han mottog Nobelpriset i fysiologi eller medicin 1955.

## Biografi
Hugo Theorell var son till regementsläkaren Thure Theorell och Armida Bill. Han läste på Katedralskolan i Linköping, och blev sedan student vid Karolinska institutet. Han var en av Gösta Mittag-Lefflers studenter, vilket kom att påverka hans framtida karriär, eftersom det gav honom möjlighet att studera vid Pasteurinstitutet i Paris samt hos Walther Nernst i Berlin, som gav honom goda kontakter. Han doktorerade vid KI i fysiologisk kemi 1930 med en avhandling om lipoiderna i blodet. Under en tid arbetade han som Rockefellerstipendiat åt Otto Heinrich Warburg. 
1932–1936 hade han tjänst som laborator i Uppsala, och utnämndes till professor och föreståndare för Nobelinstitutets biokemiska avdelning 1937. År 1959 blev han professor i biokemi vid Karolinska institutet och emeritus 1970. 
I sin forskning sysslade Theorell med enzymkemi samt med att ta fram antibiotika mot tuberkulos, det senare tillsammans med Hans Davide. Han var särskilt framstående med sin forskning om cellandningsferment, alkoholförbränning i levern, och myoglobin.
Theorell invaldes 1942 som ledamot nummer 898 av Kungliga Vetenskapsakademien.
1955 blev han mottagare av Nobelpriset i fysiologi eller medicin för sina rön angående oxiderande enzymer. 
Med sin hustru, konsertpianisten Margit Theorell, född Margit Alenius, var han far till Klas Theorell, Henning Theorell och Töres Theorell. Vid sidan av sin vetenskapliga gärning var Theorell violinist. Han var släkt med justitieombudsmannen Sven Lorens Theorell.
Hugo Theorell är begravd på Norra begravningsplatsen.